# Kaštilac u Kaštel Gomilici
Kaštilac - kaštel splitskih benediktinki iz 1529. godine, nazvan još i Opatičin Kaštel ili kasnije Kaštel Gomilica nalazi se u Kaštel Gomilici, u gradu Kaštela u Splitsko-dalmatinskoj županiji.

## Povijest

### Naselja Kozice i Kruševik
U zapadnom dijelu Dilata, na području današnjih mjesta Gomilice i Kambelovca, bilo je u srednjem vijeku više sela i zaselaka od kojih su najvažniji Kruševik i Kozice. Danas se u Kambelovcu naziva Kruševik jedno područje jugozapadno od crkve Gospe na Krugu (nekadašnji Sv. Martin), a u Gomilici su Kozice istočno od crkve Sv. Kuzme i Damjana. Kruševik i Kozice bila su mlađa naselja na tom području jer su iznad njih na padinama Kozjaka ležala starinska naselja Selišća. 
Kozice su se s vremenom približile moru više nego sva ostala sela i podijelile su se na Gornju i Donju Kozicu. Otuda se naziv sela najčešće javlja u množini.
Prvi spomen sela Kozica nalazimo na Pincijevoj ispravi iz godine 1000. sačuvane kasnije u Lučićevom prijepisu. U toj se ispravi spominje Slaven po imenu Sidika iz sela Chesica. Kozice se navode i u spornim ispravama kralja Zvonimira iz 1078. i Kolomana iz 1103.
Godine 1207. je hrvatsko-ugarski kralj Andrija II priznao Splitskoj nadbiskupiji pravo na brojne posjede među kojima i "villam que dicitur Coziza", gdje se opet spominju Kozice. To je neobično jer su na tom području svoj posjed imale splitske benediktinke. U vrijeme kneza Mladena, sina Stjepka Bribirskog, vodila se 1287. parnica između seljaka sela Kozice i benediktinki iz Splita. Samostan je zastupala opatica Stana koja je tvrdila da je pravo samostana da bira seoskog župana u Kozici. Seljaci su tvrdili da su oni oduvijek samostalno birali svog župana kojeg su opatice samostana potvrđivale. 
Od početka sedamdesetih godina 15. st. stanovnike ovog kraja sve više ugrožavaju provale Vlaha i Turaka. Turci su 1474. opljačkali sela u Dilatu i tom su prilikom teško stradali posjedi benediktinki. Splitske su benediktinke davale u zakup svoje prihode na posjedima u Dilatu. Zakupnici su bili splitski građani i često su bili u sukobu s tamošnjim seljacima. Godine 1491. benediktinke su dale u zakup prihode iz sela Kozica splitskom građaninu Augustinu Grguru Ivanovu za 1200 libara (oko 200 dukata) godišnje. Njemu je i splitska nadbiskupija također dala u zakup za 26 dukata godišnje ubiranje crkvenih desetina. Nakon nekoliko godina Augustin je opljačkan i ubijen od Turaka.
Zbog pokušaja krvne osvete 1496. su u tamnicu u Splitu bili bačeni Pavao Munjačić iz Kruševika i Nikola Divojević iz Kozica. Njih dvojica su u svoje ime i ime svojih rođaka kod Solina napali trogirskog plemića Andriju Cegu, suprakomita trogirske galije, koji je bio krivac za smrt nekih njihovih rođaka. To nam dokazuje da je kod Hrvata još uvijek bila prisutna tradicija krvne osvete. Njihov čiin se u jednom mletačkom dokumentu naziva "barbarski običaj kod Hrvata". Taj je događaj zasigurno bio u vezi s potapanjem trogirske galije kojom je zapovijedao Andrija Cega, a u toj je nesreći je smrt našlo oko 150 ljudi.
U popisu naselja i utvrda na splitskom teritoriju koji je dao načiniti splitski knez Ivan Molin 1525. nalaze se još uvijek sela Kozice i Kruševik uz Cambijev kaštel te kaštele Malu i Velu Piškeru. Opatičin kaštel tada još nije bio izgrađen.
Nakon pada Klisa 1537. u turske ruke život je izvan utvrđenih naselja postajao sve teži. Čini se da se prvo raselilo selo Kruševik čiji su se stanovnici naselili oko Cambijevih kaštela i Piškere ili su prešli u Vitturijev kaštel. Posljednji stanovnici Kozica napustili su svoje selo kada su benediktinke izgradile svoj kaštel pošto su Turci oko 1532. razorili Kozice.

### Izgradnja Kaštilca
Opatičin Kaštel počeo se graditi 1529. god., a završen je prema nekim podacima oko 1545. U katastru splitskih benediktinki iz sredine 18. st. donesen je plan toga kaštela i bilješka da je osnovan 26.siječnja 1513. godine od opatice Jakobine Grisogono. Te su godine benediktinke možda dobile koncesiju za izgradnju, ali gradnja kaštela nije počela prije 1529., jer je na početku te iste godine zastupnik samostana Ludovik (Ljudevit) Cipico sklopio ugovor s majstorima.
Zbog turskih napada koludrice samostana Sv. Arnira podigle su kaštel na svom drevnom imanju u Gomilici. Njihov zastupnik Cipico ugovorio je u siječnju 1529. godine s Jakovom Markovićem, Grgurom Liunićem i Pavlom Zudenigom, trogirskim zidarima, da podignu temelje toga kaštela u samom moru na položaju zvanom Gomilica, sa zidovima sličnim utvrdi trogirskog plemića Pavla Andreisa Cipica, koju je Marković zidao s Pavlom Sudijevićem. Za svoj rad zidari su dobili 320 dukata. Naručitelj, odnosno investitor je bio dužan dati vapno, drvo i čavle za skele. Veličina kaštela bila je 38x35, a visina zida 7 m. U nizu splitsko-trogirskih kaštela - Gomilica predstavlja naročiti tip. To nije odvojena kula, niti utvrđeni plemićki dvor, već utvrđeno seosko imanje, neke vrste antičke ville munite. 
Koludrice su zidale kaštel za svoje kolone, koji su im obrađivali polja. Naselje je bilo opasano zupčastim zidom, opkoljeno morem i obranjeno visokom i uskom kulom, okrunjenom kruništem od sedre na kamenim zupcima. Zupčasti zidovi i kula imaju otvore za topove i puške. Kaštel je bio spojen s kopnom dugim mostom na lukovima, koji je pred kulom imao drveni mostić. Taj se mostić nije dizao lancima i prislanjao uz vrata već uvlačio u ulaz kule, pa se pri dnu dovratnika glavnih vrata još vidi izbočeno kamenje na koje se naslanjao. Izgled mosta se sačuvao na jednom crtežu iz 17. st. kod obitelji Carev u Gomilici. U tom ograđenom prostoru kuće seljaka su bile poredane u ulice, a kako dalje piše C.Fisković u svom "Umjetničkom obrtu 15. i 16. st. u Splitu" iz 1950., "čitava gradnja je rustična, zidovi su loše zidani, a klesarskih ukrasa nema. Tek nad ulazom stajaše grb, koji je srušen pri postavljanju sata u prošlom stoljeću, ali se u nekim kućama vide uzidane spolije renesansnih i gotičkih ulomaka. Slikovitost Gomilice je također okrnjena. Zidovi kuća ispuniše zupčasti vrh ogradnog zida, most je zasut nasipom, koji je kaštel spajao s kopnom."

### Ugovor o gradnji Kaštilca - 1529.
"Dne 25. siječnja 1529. Indikacija 2.
Kada se plemeniti Ludovik de Cipcis kao zastupnik i ekonom samostana časnih dumana monahinja Sv. Arnira reda Sv. benedikta, s jedne strane, složio i suglasio s meštrom Jakovom Markovićem i meštrom Grgurom Livonićem, trogirskim zidarima, koji prisutni, u ime svoje, te u ime meštra Pavla Zudenića svoga odsutnog druga, s druge strane, obećaše, da se svi skupa i solidarno obavezuju sagraditi jednu utvrdu na moru u Dilatu, na mjestu zvanom Gomilica, počev od ona dva kolca ili drvena znaka zabodena na licu rečenog mjesta pa u širinu prema moru, kako su se danas o tome stranke slobodno suglasile. I to tako da bude (utvrda) dužinom 18 paša unutar zidina, a širinom slično, unutar zidina 20 paša, od dobra i široka kamenja, s dobrim temeljem, s visinom do jedne stope iznad vode kad je more osrednje, više ili manje slično utvrdi gospodina Pavla Antona Cipika trogirskog plemića. Podrazumijeva se da paši budu po mjeri (isti), kako su rečeni meštri mjerili i zidali rečenu kulu spomenutog gospodina Pavla, i to ovo sve (napraviti) na troškove i hranu istih meštara, izuzev drvene građe, klanfa i čavala za armaturu ili potrebnih kavalata i vapna, a što sve treba da namakne i dostavi gospodin Ludovik... Gospodin Ludovik se obavezao dati i isplatiti u ime spomenutog (samostana)... istim meštrima ... iznos od tri stotine i dvadeset dukata u zlatu."

## Naseljene obitelji i karakteristike kaštela
Povijest nam govori da se u Kaštilcu naselilo 17 obitelji iz sela Kozice, dok se jedan dio stanovnika naselio na kopnu nasuprot kaštelu. Maleni trg na kopnu ispred mosta nazivao se Brce. Na Brcu je obitelj Butković imala svoj kaštel, te je po svoj prilici bila trajni prokurator koludricama. Kroničar Gomilice Ivan P. Carev zapisao je da su se u Kaštel Gomilici naselile najstarije gomiličke obitelji - Brajčini, Jurišići (danas Damjanovi), Ljubičići, Lučići, Marinčići, Matičići, Mihići, Mirčetići, Perlini, Petrini Žigantovi, Pražinovi, Sobini, Šoltanovi, taranići i Volići. 
Ubrzo se naselilo i kopno nasuprot kaštelu pa je sve skupa poprimilo izgled obrambenog naselja kao i ostali kašteli.
Unutar Kaštilca s južne strane, uz zidine je kuća koja je bila u vlasništvu redovnica. To je tek nešto veća jednokatnica s jedva prpoznatljivim renesansnim obilježjima u koju su se, u doba epidemija, sklanjale koludrice. I.Babić navodi 1984. kako je u Kaštilcu 31 kuća. Na kopnu, kuće s vanjskim stranama zatvaraju utvrđenu cjelinu. U blizini ulaza u selo su bunar i zajednička peć, a u sredini pred mostom je seoski trg Brce uz koji otiče voda. Unutar sklopa na kopnu nalazi se 57 kuća od kojih je veći broj bio s dvorištem, a cijelo naselje ne prelazi preko starog puta kuda je nekoć prolazila rimska cesta. 
Prva kuća izvan zidina sela bila je stara Lukinova kuća, koju je dao sazidati don Stjepan Florio 5.srpnja 1628. za župski stan, jugozapadno od stare crkve. Ovu kuću narod je zvao "Kuratija".
Uz seoska vrata Kaštel Gomilice ugrađen je reljef Silvana s nimfama.
U katastru benediktinskog samostana navedeno je 1753. da je na području Gomilice, Kambelovca i Lukšića bilo 307 težaka koji su obrađivali zemlje tog samostana. U to vrijeme je na području splitskih Kaštela bilo malo slobodnih seljačkih posjeda. 
U Kaštilcu su 1753. godine živjele obitelji Sobin, Marinov, Vlahov, Ljubičić (Ćurlin), Ljubić (Radošević), Jurišin, Brajčinov, Braškin, Bučlić (Poljiškin), Stipičin, Rokov, Voličević, Ivatov, Šoltanov, Šantć, Pavlov, Carev, Čerškov (Prazinović), Tangar (Jureškin), Bakotin i Bakota. 
U selu na kopnu su pak živjele obitelji Ljubičić, Perlin, Tangar, Žigantov, Šoltanov, Šimunov (Princip), Braškin, Ljubenkov, Marinov, Rokov, Mihić, Matičić, Volićev, Pavlov, Bezer, Bakota, Ljubenkov (tadijin), Carev, Vlahov (Mirčetić), Braičin (Tarajinić), Jurišin, Čerškov (Prazinović), Bakotin, Stipičin, Šantić, Bulić (Poljiškin) i Sobin.

## Kaštilac danas
Kulu koju su kao dio Kaštilca svojedobno uspoređivali s malim Svetim Stefanom, najljepša je i najfotografiranija kaštelanska kula i najomiljeniji je motiv većine slikara. 2009. godine je na reklami Hrvatske turističke zajednice obišla cijeli svijet. 
Godine 2003. i 2004. temelji Kaštilca, koji su bili na velikim hrastovim kolcima, sanirani tako da su se piloni bušili 10 metara u dubinu mora, a u njih se ulijevao beton, dok je južni zid ove hrvatske ljepotice sajlama navlačen prema unutrašnjosti.
Stručnjaci su se tada divili i s čuđenjem pitali kako su uopće temelji objekta, koji je polako počeo "putovati" prema moru, toliko izdržali. Tih godina se uz sanaciju temelja radila i projektna dokumentacija za izgradnju krova opatičke kuće u kojoj se planirao pomorski muzej. Do danas, sedam godina poslije, nažalost je sve ostalo samo na lijepim riječima. Konzultantska tvrtka iz Belgije je 2010. posjetila Kaštilac zbog mogućeg korištenja sredstava europskih fondova, kada je predloženo da se Kaštilac kandidira za sanaciju uz pomoć sredstava iz EU fondova namijenjenih zaštiti spomenika kulture.

## Znamenitosti
- Opatička kuća, zaštićeno kulturno dobro

## Vanjske poveznice
|  | Zajednički poslužitelj ima još gradiva o temi Kaštilac u Kaštel Gomilici |